# Lovesendo Ramires

Brasão com as Armas do reino de Leão.

Lovesendo Ramires (940 - 1020) foi um nobre da Península Ibérica medieval, tendo sido infante de Leão. 

## Relações familiares
Foi filho do terceiro casamento do rei Ramiro II de Leão (900 - 965) e de Onega.
Casou com uma nobre de origem muçulmana, Zayra Ibn Zaydan (c. 940 -?) que depois do casamento alterou o seu nome para Ortega. Foi filha de Zaydan Ibn Zayd (883 -?) e de Aragunte Fromariques (890 -?), de quem teve:
1. Abu-Nazr Lovesendes ou Aboazar Lovesendes (960 -?) que foi o 1º Senhor da Maia e casado com Unisco Godinhez (943 -?) filha de D. Godinho das Asturias (913 -?).